# R.B.I. Baseball 4
R.B.I. Baseball 4 est un jeu vidéo de baseball sorti en 1992 sur Mega Drive. Le jeu a été développé et édité par Tengen.